# Daniel Janneau
Pour les articles homonymes, voir Janneau.
Daniel Janneau est un réalisateur et scénariste français. Il a notamment travaillé pour la télévision.

## Filmographie

### Réalisateur
- 2011 : Le vernis craque (série)
- 2010 : Le Désamour
- 2009 : Comme un jeu d'enfants
- 2009 : Collection Vengeance (série)
- 2005 : Une vie en retour
- 2004 : Pierre et Jean
- 2002 : Sentiments partagés
- 2001 : Salut la vie
- 2000 : On n'est pas là pour s'aimer
- Années 2000 : Plusieurs épisodes de la série Julie Lescaut
- Années 2000 : Plusieurs épisodes de la série Famille d'accueil
- 1998 : Anne Le Guen
- 1996 : Quand j'étais petit (téléfilm)
- 1986 : Le Débutant

### Assistant réalisateur
- 1969 : Camarades de Marin Karmitz
- 1970 : Le Distrait de Pierre Richard
- 1973 : La Raison du plus fou de François Reichenbach
- 1973 : Salut l'artiste d'Yves Robert
- 1974 : ...Comme un pot de fraises de Jean Aurel
- 1974 : L'Agression de Gérard Pirès
- 1975 : Il faut vivre dangereusement de Claude Makovski
- 1977 : La Septième Compagnie au clair de lune de Robert Lamoureux
- 1978 : Je suis timide mais je me soigne de Pierre Richard
- 1979 : Liés par le sang (Bloodline) de Terence Young
- 1980 : C’est pas moi, c’est lui de Pierre Richard
- 1982 : Tête à claques de Francis Perrin

### Acteur
- 1962 : La Guerre des boutons d'Yves Robert : La crique